# Балон (лабораторијски прибор)
Балон је лабораторијска боца, обично са округлим дном, која се претежно користи у хемији и биохемији. Обично се израђује од стакла. Сваки балон садржи бар један наставак, који се назива грло; поред обичних, постоје и двогрли и трогрли балони. Балони се израђују у разним запреминама, које су обично означене на балону.
Грла на балону се обично завршавају брушеним стаклом (тзв. шлиф). Величине шлифова су стандардизоване; тако постоје стандардни шлифови 24/40, као и мањи шлифови 14 или 19).
Због округлог дна, балон може стајати усправно једино ако се постави на држач. Приликом састављања апаратура, балон се одговарајућим клемама причвршћује усправно за статив.

## Примена
Округло дно омогућава равномерно загревање течности. Због тога се овакви балони користе приликом процеса где је потребно загревање или кључање, као што је дестилација. Балони са једним грлом се користе као балони за дестилацију код ротационог вакуум упаривача. Други карактеристични процес у којем се балон користи је рефлуктовање, које се обично користи код хемијских синтеза. У балон се обично додају каменчићи за кључање, који обезбеђују равномерно кључање, чиме се избегава да реакциона смеша изађе из балона. Балон такође може бити опремљен механичком или магнетном мешалицом. Саставни део апаратуре за рефлуктовање је кондензатор, а балон може бити опремљен и термометром. Поред овога, на балон може бити монтирана и капалица, уколико је потребно полако додавати неки реагенс. 
Балон се обично загрева грејним телом, које има отвор чија величина одговара величини балона. Такође, балон се може загревати потапањем у водено, уљано или пешчано купатило. Слично томе, балон се може хладити потапањем у хладну воду, лед, еутектичку смешу леда и соли, смешу сувог леда и неког растварача или течни азот.